# Чемпионат США по бодибилдингу
Чемпионат США по бодибилдингу — ежегодные соревнования культуристов со всего мира.
Соревнования проходят с 1982 года в июле или августе.
География соревнований охватывает различные города США: Лас-Вегас, Санта-Моника, Новый Орлеан, Роли (Северная Каролина), Денвер, Сан-Хосе (Калифорния), Бомонт (Техас).
Категории: абсолютная категория, супер-тяжелый вес, тяжелый вес, полутяжёлый вес, средний вес, полусредний вес, легкий вес, легчайший вес.
В 2006 году победителем в категории легчайший вес стал Фернандо Абако.